# Pam Teeguarden
Pam Teeguarden (17 de abril de 1951) es una tenista profesional estadounidense retirada de la actividad, clasificada entre las primeras veinte tenistas del mundo entre 1970 y 1975 según la última guía del tenis femenino de John Dolan, antes del ranking computarizado. 

## Carrera
Pam ganó dos títulos de Grand Slam en dobles y alcanzó los cuartos de final en sencillos de los abiertos de Estados Unidos y Francia. Su padre, Jerry, un conocido entrenador, ayudó a Margaret Court a ganar el codiciado Grand Slam (todos los cuatro títulos de Grand Slam en un año) en 1970 y a Virginia Wade a su triunfo en 1977 en Wimbledon. 
Teeguarden usó el primer atuendo negro en la historia del tenis en 1975 en el Bridgestone Doubles Championships en Tokio, comenzando una tendencia que sigue siendo popular hoy en día. Teeguarden fue la primera mujer tenista en firmar un contrato con Nike.

## Finales de WTA

### Sencillos
| Leyenda     |   |
| Grand Slam  | 0 |
| WTA         |   |
| Tier I      | 0 |
| Tier II     | 1 |
| Tier III    | 0 |
| Tier IV & V | 0 |

| Resultado | No. | Fecha | Torneo     | Superficie | Oponente      | Marcador |
| Finalista | 1.  | 1978  | Chichester | Césped     | Evonne Cawley | 4–6, 4–6 |
| Finalista | 2.  | 1984  | Nashville  | Hard       | Jenny Klitch  | 2–6, 1–6 |

### Dobles
| Leyenda     |   |
| Grand Slam  | 1 |
| WTA         | 4 |
| Tier I      |   |
| Tier II     | 0 |
| Tier III    | 0 |
| Tier IV & V | 0 |

| Títulos por superficie |   |
| Dura                   | 2 |
| Arcilla                | 1 |
| Césped                 | 0 |
| Alfombra               | 0 |

| Resultado | No. | Fecha | Torneo      | Superficie | Compañera        | Oponentes                   | Marcador      |
| Ganadora  | 1.  | 977   | Francia     | Arcilla    | Regina Maršíková | Rayni Fox Helen Gourlay     | 5–7, 6–4, 6–2 |
| Finalista | 2.  | 1978  | Los Ángeles | Dura       | Greer Stevens    | Betty Stöve Virginia Wade   | 3–6, 2–6      |
| Ganadora  | 3.  | 1978  | Canadá      | Dura       | Regina Maršíková | Chris O'Neil Paula Smith    | 7–5, 6–7, 6–2 |
| Winner    | 4.  | 1980  | Utah        | Dura       | Virginia Ruzici  | Kathy Jordan JoAnne Russell | 6–4, 7–5      |

### Dobles mixto
| Leyenda     |   |
| Grand Slam  | 1 |
| WTA         | 0 |
| Tier I      | 0 |
| Tier II     | 0 |
| Tier III    | 0 |
| Tier IV & V | 0 |

| Títulos por superficie |   |
| Dura                   | 0 |
| Arcilla                | 0 |
| Césped                 | 1 |
| Alfombra               | 0 |

| Resultado | No. | Fecha | Torneo         | Superficie | Compañero     | Oponentes                     | Marcador |
| Ganadora  | 1.  | 1974  | Estados Unidos | Césped     | Geoff Masters | Jimmy Connors Chris Evert     | 6–1, 7–6 |
| Runner-up | 2.  | 1975  | Francia        | Arcilla    | Jaime Fillol  | Tomas Koch Fiorella Bonicelli | 4–6, 6–7 |